# Арендт, Гизела
Гизела Арендт (нем. Gisela Arendt, в замужестве Якоб, нем. Jacob; 5 ноября 1918, Берлин — 18 февраля 1969, Бонн) — немецкая пловчиха, двукратный призёр летних Олимпийских игр 1936 года.

## Биография
Гизела Арендт родилась в 1918 году. Её брат Хайнц (1917—2006) также стал пловцом, бронзовым призёром чемпионата Европы 1938 года и участником летних Олимпийских игр 1936 года. С 1933 по 1937 год Гизела пять раз подряд выигрывала чемпионат Германии по плаванию на дистанции 100 м вольным стилем.
На чемпионате Европы по водным видам спорта 1934 года в Магдебурге Арендт завоевала серебряные медали в плавании 100 м на спине с результатом 1:20.4, уступив нидерландке Ри Мастенбрук, и в эстафете 4×100 метров вольным стилем в составе сборной. Арендт также заняла третье место на дистанции 100 м вольным стилем с результатом 1:10.3, уступив нидерландкам Вилли ден Ауден и Мастенбрук.
На домашних летних Олимпийских играх 1936 года в Берлине Арендт завоевала бронзовую медаль в плавании 100 м вольным стилем с результатом 1:06.6, уступив Мастенбрук и аргентинке Дженетт Морвен Кэмпбелл. Она также заняла второе место в эстафете 4×100 метров вольным стилем в составе сборной нацистской Германии.
Арендт приняла участие в летних Олимпийских играх 1952 года, заняла седьмое место в эстафете 4×100 метров в составе сборной Германии.
Сын Гизелы Райнер Якоб (род.1946) также стал пловцом, занял шестое место в эстафете 4х100 метров вольным стилем на летних Олимпийских играх 1972 года.
Гизела Арендт скончалась в 1969 году в Бонне на 51-м году жизни.